# Hvad tænker du på?
Hvad tænker du på? er en dansk dokumentarfilm fra 1973, der er instrueret af Anne Vinterberg efter manuskript af hende selv og Troels Kløvedal.

## Handling
En interviewfilm om hvad folk i Danmark går og tænker på. Spørgsmålet 'Hvad tænker du på?' stilles uden indledning til folk på gaden, voksne på arbejdspladsen, børn i skolen og gamle på beskæftigelsescentre. Filmen giver mange indfaldsvinkler, og er et oplæg til medmenneskelig forståelse. Den beskæftiger sig med overordnede begreber som pengejag og fremmedgørelse.